# Mepachymerus formosus
Mepachymerus formosus är en tvåvingeart som först beskrevs av Becker 1911.  Mepachymerus formosus ingår i släktet Mepachymerus och familjen fritflugor.
Artens utbredningsområde är Taiwan. Inga underarter finns listade i Catalogue of Life.